# Lachnolaimus maximus
O bodião-de-pluma ou bodião-porco (Lachnolaimus maximus) é um bodião, é o único peixe atualmente referido do gênero Lachnolaimus. Esta espécie tem uma boca proeminente e os primeiros três espinhos filamentosos e prolongados, é o único bodião com espinhos dorsais alongados. Vive perto de recifes de coral e sobre leitos oceânicos abertos, mas também se encontra em locais ricos em gorgónias. Alimenta-se sobretudo de moluscos, ouriços-do-mar e caranguejos. É encontrado em todo o Caribe e recentemente migrou para o nordeste brasileiro.
De acordo com a Lista Vermelha da IUCN o animal encontra-se vulnerável.